# بخش کلینتون (شهرستان شلبی، اوهایو)
بخش کلینتون (به انگلیسی: Clinton Township) یک منطقهٔ مسکونی در ایالات متحده آمریکا است که در شهرستان شلبی، اوهایو واقع شده‌است.
 بخش کلینتون ۴۳٫۴ کیلومتر مربع مساحت و ۲۰٬۹۰۳ نفر جمعیت دارد و ۳۱۶ متر بالاتر از سطح دریا واقع شده‌است.